# Cornelius Meister
Cornelius Meister (* 23. Februar 1980 in Hannover) ist ein deutscher Dirigent und Pianist. Er ist seit 2018 Generalmusikdirektor an der Staatsoper Stuttgart.

## Leben und Wirken
Cornelius Meister verbrachte seine Kindheit in Hannover und besuchte dort zuletzt das humanistische Kaiser-Wilhelm- und Ratsgymnasium. Er erhielt in den frühen 1980er Jahren Klavierunterricht bei seinem Vater Konrad Meister sowie bei seiner Mutter Anne Hammann-Meister und etwas später Cellounterricht. Außerdem sang er im Chor der Musikschule Hannover, wo er sich auch bei George A. Speckert mit Synthesizern und elektronischer Musik beschäftigte. Er war Preisträger verschiedener Musikwettbewerbe sowohl als Pianist – zum Beispiel mehrfach beim Wettbewerb Jugend Musiziert – als auch im Duo Klavier-Klarinette mit dem Klarinettisten Clemens Trautmann.
Von 1996 bis 2003 studierte Meister an der Musikhochschule Hannover bei seinem Vater Konrad Meister (Klavier), Martin Brauß und Eiji Ōue (Dirigieren), Jan Schroeder (Horn), Konrad Haesler (Cello), Peter Schnaus und Arnfried Edler (Musikwissenschaft), Ulrich Pothast (Philosophie), Martin Brauß und Frank Märkel (Musiktheorie). 2001 erhielt er das Klavierlehrer-Diplom, 2003 das Dirigier-Diplom. Von 2000 bis 2001 studierte er an der Universität Mozarteum Salzburg bei Dennis Russell Davies, Jorge Rotter (Orchesterleitung) und Karl Kamper (Chorleitung). Meister war Stipendiat der Deutschen Stiftung Musikleben, der Studienstiftung des deutschen Volkes, der Bayreuther Festspiele, der Akademie Musiktheater heute der Deutsche Bank Stiftung und des Forum Dirigieren des Deutschen Musikrats, wo er in die Künstlerliste „Maestros von morgen“ aufgenommen wurde.
In seiner Studienzeit sammelte Meister Erfahrungen im Rahmen verschiedener Assistenzen: 1997 als Dirigier-Hospitant an der Staatsoper Hannover und bei der NDR Radiophilharmonie sowie als Assistent bei Produktionen der Dirigenten Martin Brauß und Hans Urbanek in Hannover. 2004 unterstützte er als Assistent Pierre Boulez bei der Neuproduktion des Parsifal von Richard Wagner bei den Bayreuther Festspielen.
Im Jahr 1999 übernahm er als Dirigent die Leitung des Jugendsinfonieorchesters Hannover (heute Sinfonieorchester Hannover). Es folgte 2001–2002 eine Tätigkeit als Solo-Repetitor mit Dirigierverpflichtung und Assistenz des Generalmusikdirektors am Theater Erfurt und von 2003 bis 2005 ein Engagement als Dirigent und Zweiter Kapellmeister an der Staatsoper Hannover. Von 2005 bis 2012 war er Generalmusikdirektor am Theater Heidelberg. Die Position des Chefdirigenten und künstlerischen Leiters des ORF Radio-Symphonieorchesters Wien (RSO Wien) bekleidete er von 2010 bis 2018.
Seit 2018 ist er Generalmusikdirektor der Staatsoper Stuttgart und leitet als solcher das Staatsorchester Stuttgart. Zudem war er von 2017 bis 2020 Erster Gastdirigent des Yomiuri-Nippon-Sinfonieorchester in Tokio.
Gastdirigate führten ihn durch Europa, nach Japan und in die USA, wo er mit zahlreichen international bekannten und renommierten Opern- und Sinfonieorchestern sowie Rundfunk-Sinfonieorchestern zusammenarbeitete. Er war zu Gast unter anderem an der Staatsoper Hamburg, der Deutschen Oper Berlin, der Bayerischen Staatsoper, der Staatsoper Stuttgart, der Oper Leipzig, der Oper Köln, am Theater Basel, am Tiroler Landestheater, der Lettischen Nationaloper, am Königlichen Opernhaus Kopenhagen, der Wiener Staatsoper, der Semperoper, der Oper Zürich, am Royal Opera House, der San Francisco Opera, am Teatro alla Scala, der Metropolitan Opera, der Vlaamse Opera, am Neuen Nationaltheater Tokio und am Teatro Nacional de São Carlos.
Außerdem dirigierte er im Rahmen von Musikfestivals bei den Salzburger Festspielen, den Heidelberger Schlossfestspielen, dem Festival Steirischer Herbst, dem George Enescu Festival in Bukarest und dem Glyndebourne Festival, wo er das London Philharmonic Orchestra leitete. 2022 sollte er bei den Bayreuther Festspielen eine Neuinszenierung von Tristan und Isolde dirigieren. Wegen Erkrankung von Pietari Inkinen übernahm er jedoch kurzfristig dessen Dirigat Der Ring des Nibelungen.

## Preise und Auszeichnungen (Auswahl)
- 1996:1. Preis beim Süddeutschen Kammermusikwettbewerb (im Duo mit dem Klarinettisten Clemens Trautmann)[1]
- 1998: Radeberger Förderpreis des Schleswig-Holstein Musikfestival und Publikumspreis (gemeinsam mit Clemens Trautmann)[20]
- 2000: Preis der Deutschen Stiftung Musikleben beim Deutschen Musikwettbewerb (gemeinsam mit Clemens Trautmann)[21]
- 2006: Aufnahme in die Liste 100 Köpfe von morgen
- 2007: Preis des Deutschen Musikverleger-Verbands für das „Beste Konzertprogramm“[22]
- 2008: Ernennung zum Ehrenmitglied des Richard-Wagner-Verbands Hannover[5]
- 2010: 1. Preis für Rap it like Heidelberg beim Wettbewerb zum Tag der Musik des Deutschen Musikrats, zusammen mit dem Philharmonischen Orchester der Stadt Heidelberg
- 2012: Dirigentenpreis der Festspiele Mecklenburg-Vorpommern[23]
- 2016: International Opera Award in der Kategorie „Best Production“ für die Oper Peter Grimes am Theater an der Wien (Dirigent: Cornelius Meister)[24]
- 2018: Ernennung zum Ehrenmitglied des Richard-Wagner-Verbands Stuttgart[25]
- 2018: International Classical Music Award in der Kategorie „Symphonische Einspielung“ für Bohuslav Martinů: Sämtliche Symphonien zusammen mit dem ORF Radio-Symphonieorchester Wien[26]
- 2018: Diapason d’or für die DVD Jules Massenet: Werther (Oper Zürich, zusammen mit Tatjana Gürbaca, Juan Diego Florez u. a.)[27]
- 2018: Preis der Deutschen Schallplattenkritik, Bestenliste, für die DVD Jules Massenet: Werther (Oper Zürich, zusammen mit Tatjana Gürbaca, Juan Diego Florez u. a.)[28]
- 2018: Opus Klassik in der Kategorie „Dirigent des Jahres“[29]
- 2020: Sonderpreis Innovation der Deutschen Orchesterstiftung für das Staatsorchester Stuttgart[30]
- 2022: Gramophone Award in der Kategorie „Contemporary“ (für Hans Abrahamsens Oper „The Snow Queen“ an der Bayerischen Staatsoper mit dem Bayerischen Staatsorchester)[31]
- 2023: International Classical Music Award in der Kategorie „Video: Opera“ (für Hans Abrahamsens Oper „The Snow Queen“ an der Bayerischen Staatsoper mit dem Bayerischen Staatsorchester)[32]

## Privates
Meister entstammt einer Musikerfamilie. Sein Vater Konrad Meister war Pianist und Klavierprofessor an der Musikhochschule Hannover, seine Mutter wirkt gleichfalls als Klavierlehrerin. Sein Halbbruder Rudolf Meister ist Pianist und Präsident der Musikhochschule Mannheim. Seine Schwester Gabriele Meister ist Journalistin.
Meister ist seit 2006 mit der Sängerin Katharina Sellschopp-Meister verheiratet. Gemeinsam haben sie drei Söhne.